# Мајски преврат
Мајски преврат је био државни удар и пуч у ком су убијени краљ Александар Обреновић, његова жена краљица Драга чиме је прекинута лоза династије Обреновић, која је владала Србијом од средине 19. века.
Након Мајског преврата на чело Србије је дошла династија Карађорђевић. Преврат је имао велики утицај на однос Србије и европских сила, зато што су се Обреновићи политички ослањали на Аустроугарску, а Карађорђевићи на Француску.
Сам догађај, убиство краља и краљице, спровела је група официра и цивила-завереника на чијем је челу била два официра Драгутин Димитријевић Апис и Антоније Антић. То је било у ноћи између 28. маја и 29. маја 1903. године (по старом календару). Међу главнима у политичком делу завере су били Ђорђе Генчић и Никола Хаџи-Тома, док је владу одмах после преврата формирао Јован Авакумовић. На исти дан 35 година раније је убијен кнез Михаило Обреновић у Кошутњаку. Најистакнутији завереници на челу са Аписом су касније, са многим придошлицама, основали милитаристичку организацију из сенке, звану „Уједињење или смрт”, познату још по неформалном имену „Црна рука” .

## Позадина
Популарност краља Александра је опала након његове женидбе Драгом Машин, бившом дворском дамом своје мајке Наталије, удовицом инжењера Светозара Машина, која је била старија од њега 13 година и пореклом није била из краљевске породице, што је у то време било општеважеће правило за женидбу престолонаследника и краљева. Краљев отац, бивши краљ Милан Обреновић, није одобравао брак и није се више враћао у Србију, а умро је у Бечу 1901. Против брака се побунила и краљева мајка Наталија, пишући му из Русије негативно о Драги Машин. Због затегнутих односа са другим државама због ове женидбе, краљ Александар се у спољној политици окренуо Русији, пустивши претходно из затвора радикале оптужене за Ивањдански атентат на краља Милана.
После смрти краља Милана, краљ Александар је у знак наводне краљичине трудноће, помиловао све политичке осуђенике и 20. марта 1901. саставио нову владу на челу са радикалом Михаилом Вујићем. У влади су се налазили представници Народне радикалне и Либералне странке. Краљ Александар је потом донео нови Октроисани устав, чија је главна карактеристика била увођење дводомног система, који се састојао из Сената и Народне скупштине.
Велики проблеми за краља Александра настали су због непостојеће трудноће краљице Драге. На ово је први реаговао Императорски двор у Петрограду и није желео да прими краља и краљицу у обећану посету. Краљ Александар је за то окривио радикале, и нову поставио владу на челу са генералом Димитријем Цинцар-Марковићем 6. новембра 1902. године.
Због све веће одбојности руског двора, краљ Александар је од јесени 1902. године настојао да се поново приближи Аустрији а извесне кораке предузимао је и раније. Већ у јануару 1902. године краљ Александар је послао у Беч свог личног секретара Милоша Петронијевића са обећањем да ће питање свог наследника решити у споразуму са суседном монархијом, тако што ће посинити једног од потомака женске линије Обреновића, који живе у Аустроугарској. На то је оштро протестовао руски министар спољњих послова, гроф Александар Ламздорф, када је крајем 1902. у Нишу дошао у посету краљу Александру.
Радници и студенти приредили су 23. марта 1903. масовне демонстрације, а оне су се претвориле у сукоб с полицијом и војском. Том приликом погинуло је шест особа. Након тога, краљ је 25. марта 1903. године извршио два државна удара у размаку од једног сата. Првим ударом је укинут Устав из 1901. и распуштени су Сенат и Народна Скупштина. После тога су извршена нова постављења краљевих људи у Сенату, Државном савету и судовима. Затим је у раним јутарњим часовима краљ вратио на снагу устав. Након овога, влада је спровела изборе 18. маја 1903. које је добила. Уједно, ово је била последња победа краља Александра на политичком пољу.
Постоје одређени наводи како је краљ, заједно са председником владе, генералом Димитријем Цинцар-Марковићем у то време припремао протеривање краљице Драге. Према овом плану, Драги је саопштено да заједно са Цинцар-Марковићем треба да отпутује у бању Франценсбад, како би лечила проблеме због којих није могла да затрудни. Но, надаље би јој било онемогућено да се врати у Србију, и то на исти начин како је Александар претходно протерао своје родитеље. Ово је требало реализовати 5/18. јуна, али преврат је то спречио.

## Завера
Млади официри су се бунили због краљичине лажне трудноће и непрестаним испадима њеног млађег брата, за кога се залагала да буде престолонаследник. Њеним именом су називани поједини пукови српске војске, краљичин рођендан је био обележаван широм Србије, док су официрима касниле плате због којих су упадали у дугове.
У августу 1901. коњички поручник Антоније Антић, капетани Радомир Аранђеловић и Милан Петровић и поручници Драгутин Димитријевић Апис и Драгутин Дулић сковали су заверу да убију краља и краљицу. Први састанак био је 6. септембра 1901. у стану поручника Антића. Касније су се завереницима придружили поручник Милан Маринковић и потпоручник Никодије Поповић. По првом плану краљ и краљица су требало да буду убијени на забави код Коларца приликом краљичиног рођендана, 11. септембра, али је тај план пропао. Развијајући акцију у војним редовима, завереници официри одлучили су да упознају и грађане политичаре са својим намерама. Први је био упознат Ђорђе Генчић, члан владе која је дала оставку у знак протеста против краљеве веридбе с Драгом Машин, а уједно и рођени ујак Антонија Антића. Генчић је у разговорима са страним представницима у Београду и на својим путовањима у иностранству покушавао да сазна како би се примио чин промене на престолу у Србији, ако би краљ умро без деце. Показало се да Аустроугарска не намерава истицати кандидатуру ниједног од својих принчева, јер је очекивала тешкоће и препреке од стране Русије. Из истих разлога, плашећи се отпора из Беча, ни Русија није била расположена да истиче кандидатуру неког од својих принчева.
Међутим сазнало се да кандидатура кнеза Петра Карађорђевића, који је живео као обичан грађанин у Женеви, не би наишла на сметњу. Зато је београдски трговац Никола Хаџи Тома уведен у заверу, а затим послат у Швајцарску да се састане с Петром и упозна га са завером. Петар није хтео да пристане на убиство и ослањајући се на такво његово расположење, једна група старијих завереника, којој је на челу био генерал Јован Атанацковић, је покушала да наметне своје мишљење да се краљ Александар само натера на абдикацију и протера из земље. Међутим, преовладало је мишљење да би то било најгоре решење (због страха да би Обреновићи из иностранства могли да се боре за повратак на власт) и на предлог капетана Драгутина Димитријевића, Радомира Аранђеловића и Анте Антића, одлучено је да краљ и краљица буду убијени. Завереници су се на то обвезали писменом заклетвом. Пошто је пропао и план да краљ и краљица буду убијени на прослави педесетогодишњице Београдског певачког друштва, одлучено је да се убиства изврше у самом двору у ноћи између 28. и 29. маја према јулијанском календару.

## Пуч

### Почетна акција
На двору је увече 28. маја (10. јуна) приређена вечера за чланове владе и краљичину породицу. После вечере је госте забављао оркестар Краљеве гарде. Одређени завереници из унутрашњости стигли су у Београд уочи тог дана, под разним изговорима. Са својим београдским друговима су, подељени у пет група, провели до поноћи у кафанама по вароши, а затим су се сви нашли у Официрском дому, у коме су се, по задатку, претварали да су у алкохолисаном стању, мада су се поједини од њих заиста напили. Полицијски агенти, који би повремено свраћали у Дом да осмотре прилике, били су збуњени. Неки од официра су од музичара бесомучно почели да наручују да им се свира „Коло краљице Драге” и штавише су наздрављали краљевском пару. У 00:45, Драгутин Димитријевић Апис је командовао полазак у двор. У том тренутку генералштабни пуковник у пензији Александар Машин, брат Драгиног првог супруга, већ је био пошао у касарну дванаестог пука, да преузме команду над београдским трупама, а потпуковник Петар Мишић се спремао да са својим батаљоном из једанаестог пука пође пред двор. Одређени завереници били су већ опколили куће министара Цинцар-Марковићеве владе и блокирали команде, које су се морале прво запосести. Гардијски поручник Петар Живковић (потоњи југословенски премијер), је у тачно 2.00 отворио завереницима дворска врата. Завереници су упали у двор и сукобили се са гардом. Када су дошли до просторија ађутанта, на тој позицији су затекли свог сарадника у завери, потпуковника Михаила Наумовића, који је у насталом хаосу грешком убијен заједно са капетаном Миљковићем, кога је Апис покушао да заштити. Како се Антоније Антић касније присећао, Апис и Миливојевић су покушали да спрече Миљковића да реагује, те су га ухватили за уста, али један официр, који није био упућен да је Наумовић део завере (могуће је да је реч о Бранивоју Јовановићу) је пуцао у дежурне. Антић је тврдио да он и Апис сносе део одговорности, јер чак и када је акција отпочела нису обавестили поједине заверенике о Наумовићевој улози.

### Потрага за краљевским паром
Како је план био да Наумовић откључа врата краљевских одаја у Старом конаку, тада делу дворског комплекса, а официри нису успели да пронађу никакве кључеве у његовим џеповима, врата краљевих одаја била су разбијена динамитом, који је обезбедио инжењерски поручник Милутин Лазаревић. Један од ранијих извештаја Лазе Костића је, пак, говорио како су Наумовић и Миљковић страдали управо од динамита.
Пошто је он (Наумовић) погинуо, Милутин Лазаревић и ја се вратисмо у вестибил, и он поче везивати динамитски метак за браву од врата која су водила у велику арапску собу и била закључана, јер нисмо знали куда да идемо. Нисмо се ни сетили да питамо Мику (Наумовића) како се иде до краљеве спаваће собе, за случај да нас он ма из кога разлога не сачека, као што се и десило.
Милутин привеза метак, а ја, пошто сам имао палидрвца спремна, упалих га. Измакосмо се у страну, али фитиљ се угаси. Приђох и поново га упалих, па се обојица повукосмо. Наста тресак. Електрика се погаси и наста зврјање свих могућих звонаца. Појурисмо у собу коју смо обили, али се ћилими беху упалили. Ко их је угасио, не знам.— Антоније Антић - „Белешке"
Официри су најпре доспели у Арапски салон, пуцајући у гоблене и у све у шта су стигли, а за шта су сумњали да може да крије улаз у тајне просторије. Улетевши потом у краљевску спаваћу собу, пронашли су на тоалетном сточићу Драгин омиљени роман „La trahison”, окренут на осамдесетој страни, топао кревет, али не и своје мете. Како се Антић присећао, услед нестанка струје је настао мрак, цела соба је била тапацирана затворенозеленим тапетама, а с обзиром на то да је било мрачно (официри су имали само свеће), нису могли да виде да ли постоје споредне просторије у којима би се краљевски пар евентуално сакрио. У хаосу насталом у дворском комплексу, Апис је запазио како један гардиста бежи низ степенице у двориште и учинило му се да је то краљ, па је потрчао за њим, али га је на дну сачекала чета гардиста. У кратком обрачуну је тешко рањен са три метка у груди. Стропоштао се низ степениште, али је преживео.

### Акција у Београду и остатку Србије
Истовремено са догађајима у дворском комплексу, завереници су отпочели и акцију преузимања контроле над преосталим државним институцијама. Жандарми теразијског кварта су пружили само симболичан отпор. Најпре су побијена краљичина браћа, Никодије и Никола Луњевица од стране војника којима је командовао потпоручник Војислав Танкосић, а који је вероватно делао на своју руку. Официри су најпре опколили њихову породичну кућу, а потом су браћа, на позив једног свог рођака који је био међу завереницима, разоружана, спроведена у Управу града Београда, где су задржана извесно време. Потом су изведени испред зграде и стрељани. Танкосић им је, наводно, пре команде за паљбу, цинично поручио „Ижљубите се, висости величанства!”, чиме је алудирао на раскалашно понашање ове двојице. Председник владе генерал Димитрије Цинцар-Марковић и министар војни, генерал Милован Павловић убијени су код својих кућа. Трећи члан Цинцар-Марковићеве владе, министар унутрашњих послова Велимир Тодоровић, који је исто тако требало да буде ликвидиран, био је тешко рањен и живео је све до 1922. Мада је почетни план био да се пуковник Димитрије Николић, командант Дунавске дивизије и човек одан краљу, стави у притвор и поштеди, овај је приликом покушаја хапшења успео да се ишуња из своје куће у Улици краља Милутина, те је подигао узбуну у делу својих трупа у бањичкој касарни. Њега је телефонским путем обавестио реактивирани заверенички командант Дунавске дивизије, Леонида Соларевић, да је разрешен дужности и да је краљевски пар мртав. Николић у ово није поверовао, већ је захтевао да му информацију потврди његов човек од поверења, потпуковник Љуба Милић, такође учесник завере. Овај је добио задатак да лично убеди Николића да положи оружје, те је са собом повео капетана Милана Петровића, а успут им се придружио и поручник Милан Гаговић, који је тек тада постао упућен у заверу. Иако је Николић исказао жељу да преговара са Милићем, преостала двојица завереника су се машила револвера и дошло је до пуцњаве са обе стране, у којој су погинули Николић, Гаговић и Петровић, док је Милић, без повреда, преузео команду над дивизијом. Овај чин се одиграо, по свему судећи, у тренутку док су Обреновићи већ били мртви. Од тог момента, па у наредних неколико дана, широм Србије је већ дошло до индивидуалних обрачуна са присталицама династије и полугама режима: неке процене говоре да је широм земље побијено око две стотине људи, но није било грађанских нереда.

### Проналажење и убиство краљевског пара
У међувремену, потрага за краљевским паром је ушла у други сат, те је настала паника међу завереницима који су запосели дворски комплекс. Поручник Антоније Антић је предложио да се двор разори артиљеријом и већ је издао такву команду, но ову је обуставио пуковник Машин.
У исто време, Ђорђе Генчић је преузео контролу над министарством унутрашњих дела. Почеле су да колају гласине да су Александар и Драга побегли тајним тунелима до руског посланства. Тада се неко од завереника досетио да се приведе генерал Лаза Петровић, који је до тада био опкољен у згради маршалата, споредном делу комплекса, а који је као ађутант иначе познавао све просторије у двору. Њега је, пошто је гвоздена врата споредне дворске зграде у којој је он живео разнео динамитом, привео поручник Станоје Ристић. Петровић је негирао познавање тајних пролаза и одаја, но њему је наређено да у року од десет минута покаже где су се сакрили Обреновићи уз претњу смрћу. Петровића су по свему судећи у потрагу повели официри Михаило Ристић-Џервинац и Велимир Вемић. Он је упорно говорио да у просторијама нема ничега и да треба ићи даље.
Официри су се око 3.50 поново нашли у спаваћој соби, а шта се у наредним тренуцима догађало, предмет је различитих тумачења и извора. Сасвим је извесно да је Петровић до самог краја истрајао у тврдњама да не зна где су се сакрили краљ и краљица. Већина извора је сагласна и око тога да је у једном тренутку Вемић запазио мали прорез у тапацираном зиду, те да се испоставило да су ту сакривена врата тајне просторије. Готово сви историчари пишу да је Петровић у том моменту покушао да поколеба официре у њиховој намери да истраже овај простор, но на крају је, по свему судећи, био приморан да сам позове краљевски пар да изађе из овог скровишта. Парадоксално, официрима је дуг ток потраге сада ишао у корист: било је готово лето и увелико је свитало, те се у соби полако раздањивало.
Након што су, на краљев очајнички захтев, наводно потврдили своју заклетву краљу, врата у зиду су се раскрилила. Потом се све одиграло муњевитом брзином: официри Ристић, Вемић, Илија Радивојевић и Петар Марковић су отворили ватру из својих револвера и пушака. Први метак је, према већини извора, испалио Ристић, погодивши краља. Краљица је, наводно, покушала тада да заштити супруга својим телом. За то време, Петровић (за кога се веровало да је разоружан) је извадио из чизме сакривени револвер, у очајничком покушају да одбрани краљевски пар, но иако је, према неким изворима, чак и ранио једног официра, после свега неколико тренутака је и он пао мртав, погођен метком у главу. Истовремено су многобројни официри из других делова двора, чувши шта се догађа, нагрнули у овај будоар и празнили своје револвере и пушке најпре на краљицу, а потом и на краља. Потом су тела касапљена сабљама и бајонетима и, коначно, бачена са терасе у двориште. Крвави пир се наставио и после тога.
Обдукцију је у раним јутарњим часовима, на билијарском столу у двору извршио др Едуард Михел уз асистенцију др Демостена Николајевића. Посмртни остаци Обреновића били су сахрањени у малој цркви Светог Марка која је касније срушена и одакле су 1942. пренети у Цркву Светог Марка у Београду.

## Последице
Чланови нове привремене владе окупили су се ускоро, под председништвом Јована Авакумовића, а трупе, постројене пред двором, акламирале су кнеза Петра Карађорђевића као новог краља. Народна скупштина се састала 4. јуна 1903. и изгласала Петра Карађорђевића за краља Србије и изабрала посланство, које ће ићи у Женеву, да га доведе. „Народно представништво вратило је на снагу Устав из 1888. учинивши мање измене и допуне. На овоме Уставу, који је назван Устав од 1903, није било потписа новоизабраног краља Петра I. Потписала га је само влада, а краљ је на Устав имао да се закуне. Симболика је била јасна: без учешћа краља народ је доносио Устав, коме се и краљ имао покоравати.” Одмах после полагања заклетве краља, влада је расписала изборе за народну скупштину на којима су победу однели Радикали и Самостални радикали. Они су и формирали нову владу 04.10.1903. у којој више није било представника завереника, односно власт у земљи преузеле су политичке странке, а официри су се посветили својим војничким дужностима.
У самој Србији вест о преврату дочекана је са помешаним осећањима. Многи који су кривили краља за ситуацију у земљи били су задовољни, док су они који су га подржавали били разочарани. На парламентарним изборима само неколико дана пред атентат краљев кандидат је добио потпуну већину. Револтирани елементи војске су се побунили у Нишу 1904, преузимајући контролу над Нишким округом у знак подршке погинулом краљу и захтевајући да се убицама суди за њихов злочин. Њихов циљ је такође био да се покаже да војска као целина није и не може бити одговорна за Мајски преврат. Као симпатизер династије Обреновић, пуковник Живојин Мишић, (будући војвода) је 1904. пензионисан.
Реагујући на атентат Русија и Аустроугарска су изразиле најоштрији протест због „мучког убиства”. Велика Британија и Холандија су повукле своје амбасадоре из Србије, правоснажно замрзавајући дипломатске односе, и увеле санкције Србији које су укинуте тек 1905, након што је завршено суђење атентаторима који су углавном кажњени превременим пензионисањем, уз одговарајуће премије, док неки никада нису кажњени за свој злочин. Упркос санкцијама 1904. године у Лондону су на аукцији били лични предмети краља Александра и краљице Драге, као што су свечана униформа краља, венчаница и дијадема краљице.
Светска штампа је углавном са грожењем пренела вест о Мајском преврату. Британска штампа („Гардијан”) писала је да су оваквим понашањем Срби „показали да су гори од Арнаута”. Ни остали углавном нису имали речи хвале за подухват српских официра.
Након преврата живот у Србији је настављен, са тим да се краљ Петар минимално мешао у политику препуштајући политичким партијама да се боре за власт свим средствима, без жеље да се супротставља „Црној руци”, која је постајала све утицајнија. Због преокрета у спољашњој политици, између Србије и Аустроугарске се водио Царински рат или „Рат свиња”, из којег је Србија изашла као победник. Чланови „Црне руке” су касније снабдевали оружјем чланове организације „Млада Босна”, који су 28. јуна 1914. извршили атентат на надвојводу Франца Фердинанда, што је Аустроугарска искористила као повод за Први светски рат. Драгутин Димитријевић Апис је стрељан 26. јуна 1917. због оптужбе да је планирао атентат на регента Александра Карађорђевића.

## Списак завереника, њихова улога у завери и наставак каријере после 1903.
Скраћенице: К.з.м — Карађорђева звезда са мачевима број означава степен одликовања, С. П. — Солунски процес, УиС — Уједињење или смрт
Генерали у пензији
1. Илија Ђункић — убрзо након преврата пензионисан и изабран за државног саветника
2. Јован Атанацковић — постао министар војни, руководио четничком акцијом у Старој Србији и Македонији. Умро у Београду 1921.

Пуковници
1. Генералштабни у пензији Александар Машин — Током преврата командовао свим трупама у Београду и руководио извршењем завере. Министар грађевина у првој влади после 29. маја, затим начелник Главног генералштаба. Пензионисан на захтев Енглеске 1906. године. Умро у Београду 1910.
2. Артиљеријски Богдан Дамњановић — Током преврата преузео Управу града Београда. Мало после завере пензионисан и изабран за државног саветника. Умро у Београду.
3. Инжењерски Дамјан Поповић — Због неспоразума, из Пирота није кренуо на време, па је у Београд дошао дан касније. Постављен за првог ађутанта новог краља и био у делегацији која је довела Краља Петра из Женеве. Пензионисан на захтев Енглеске 1906. Реактивиран 1912. Командовао приликом опседања Скадра. 1914. пензионисан због реаговања у вези Уредбе о приоритету, па опет реактивиран. Носилац К.з.м. IV. На С. П.осуђен на 20 година затвора. Умро у Београду као генерал у пензији 1928. године.
4. Артиљеријски Леонид Соларевић — Реактивиран 29. маја. Командант Дунавске дивизије, Министар војни, па Управник Војне академије. Пензионисан по својој молби 1910. У ратовима био командант дивизијских области као генерал у резерви све до 1918. Умро у Београду.

Потпуковници
1. Инжењерски Милош Божановић — После 29. маја краљев ађутант. 1912. командовао у Кумановској бици Дунавском дивизијом I позива. Од 1913. до јануара 1914. Министар војни. 1914—1915. командант Ужичке војске. 1915. пензионисан као генерал. Умро у Београду 1922.
2. Генералштабни Михаило Наумовић — грешком убијен у двору 29. маја као дежурни краљев ађутант.
3. Пешадијски Петар Мишић — Закаснио 29. маја са батаљоном VI пука. Постављен за начелника одељења у Министарству војном. Пензионисан на захтев Енглеске 1906. Реактивиран 1915. као пуковник. Био председник Војног суда за време С. П. После процеса постављен за команданта Шумадијске дивизије и произведен у чин генерала. Од 1918. био командант Дунавске дивизијске области у Београду. Умро у Бечу 1921.

Мајори
1. Пешадијски Лука Лазаревић — Пензионисан 1906. на захтев Енглеске.
2. Пешадијски Миливоје Анђелковић Кајафа — 29. маја командовао батаљоном VII пука пред двором. Касније командант тог пука, па затим краљеве гарде. У ратовима 1912—1913. командант Јаворског, а затим самосталних одреда. 1914—1916. командант Дунавске дивизије I позива. По објави рата 1914. командује одбраном Београда. Иако је имао одобрење од Врховне команде да се повуче, одлучује се за одбрану. Учествовао у најтежим борбама на Дрини (Гучево — Мачков камен). На Солунском фронту командант Дунавске дивизије. Носилац К.з.м. III и IV. После С. П. пензионисан и интерниран на Крфу. Умро у Београду.
3. Пешадијски Стеван Миловановић — 1912—1913 командант самосталне бригаде. 1914—1917 командант Моравске дивизије. Носилац К.з.м. IV степена. После С. П. пензионисан

Капетани
1. Пешадијски Александар Глишић — Командовао четом VII пука пред двором. Касније се оженио сестричином Драгутина Димитријевића Аписа. У Кумановској бици, на Младом Нагоричану, самоиницијативно повео пук у борбу и тада погинуо. Тој акцији придаје се највећи значај за победу.
2. Пешадијски Алимпије Марјановић — 29. маја био распоређен у Зајечар. Био један од главних руководилаца четничке акције и дугогодишњи шеф Горског штаба. За време ратова командовао добровољачким одредима. Носилац К.з.м. IV степена. Пензионисан 1918. као пуковник. Умро у Београду.
3. Пешадијски Василије Мађаревић — У ратовима 1912—1918. командант батаљона и пука. Носилац К.з.м. III и IV степена. У вези са С. П.пензионисан.
4. Пешадијски Витомир Цветковић — 1912—1913. командант батаљона. 1914—1915. ађутант команданта Јужних трупа у Скопљу. Један од оптужених на Солунском процесу. На дан саопштења тужбе у затвору изненада преминуо од срчаног удара.
5. Инжењерски Драгољуб Јаша Јеремић — Требало је да учествује у извршењу завере у самом двору, али се у последњем тренутку предомислио и вратио кући, због слабих нерава. Био је командант батаљона и пука. Носилац К.з.м. IV. Учествовао у припреми и спровођењу С. П. Извршио самоубиство 1944. године за време бомбардовања Београда.
6. Артиљеријски Драгомир Николајевић
7. Артиљеријски Драгомир Стојановић Старији— Био ађутант Краља Петра. У ратовима командант артиљеријског пука, учествовао 1913. у опсади Једрена. Носилац К.з.м. IV. У вези са С. П.пензионисан као пуковник. Умро у Београду 1938.
8. Пешадијски Драгутин Димитријевић Апис — у заверу увео највећи број официра. 29. маја повео своју групу из Официрског дома у Двор. Рањен у холу двора па није учествовао у самом чину убиства краља и краљице. После преврата преведен у генералштабну струку. До ратова је био начелник штаба Дринске и Коњичке дивизије. Учествовао у руковођењу четничком акцијом као члан Главног одбора у Београду. Боравио у Македонији краће време и био члан четничког Комитета у Скопљу и Куманову. Члан Врховне централне управе организације УиС. У Балканским ратовима није учествовао јер се налазио на лечењу од малтешке грознице (тровања крви) коју је задобио у једној акцији уочи рата, на Косову, где га је војвода Путник послао у извиђање и покушај преговора са албанским вођом Исом Бољетинцем. 1913/14 био је начелник Обавештајног одељења Главног генералштаба. Почетком рата иницирао израду плана за формирање добровољачких одреда који су имали задатак да делују партизански у позадини непријатеља. 1914/15 начелник штаба Ужичке војске, а потом начелник штаба Тимочке војске. Од 1915. са Тимочком војском у повлачењу са задатком да прави одступницу остатку војске. У фебруару 1916. предао Драч Италијанима и био последњи српски официр који је отишао на Крф. На Крфу помоћник начелника штаба Треће армије и учествује у руковођењу у бици за Горничево и заузеће Кајмакчалана. Руководи операцијама Треће армије на Црној реци после којих је ослобођен Битољ. У децембру 1916. ухапшен под оптужбом за планирање побуне и намеру преласка на страну непријатеља, а осуђен због наводног атентата на престолонаследника. Стрељан у зору 26. јуна 1917. Носилац К.з.м. III, II, I
9. Пешадијски Душан Глишић — Иако болестан од делимичне парализе ногу учествовао као командант у ратовима. 1912. у бици на Младом Нагоричану командант батаљона кога је на сопствену иницијативу увео у борбу и тако зауставио продор турских трупа. 1914—1915. командант подофицирске школе и Ђачког батаљона у Скопљу из кога су потекли „1300 каплара”. Приликом повлачења, болест му се погоршала па су га војници морали носити. Да њима не би био терет и да не би био заробљен извршио самоубиство новембра 1915. у Урошевцу. Брат Александра и Милутина Глишића који је погинуо на Дрини 1915. У Чачку постоји улица Браће Глишића.
10. Артиљеријски Ђорђе Ристић — командир батерије доведен пред двор. Неколико година касније умро.
11. Пешадијски Илија Радивојевић Чича — Са Михаилом Ристићем и Велимиром Вемићем убио краљевски пар. После преврата командант жандармерије. Један од руководилаца четничке акције. Оснивач, први и једини председник Врховне централне управе организације УиС. Погинуо 1913. на челу свога пука на Дренку.
12. Гардијски Љубомир Костић — довео гарду пред двор, а после преврата остао у гарди. Пензионисан на захтев Енглеске 1906. Реактивиран 1912. Умро у Белој Цркви.
13. Артиљеријски Милан Миловановић Пилац — Након преврата, био начелник Генералштабног одељења Министарства војног. Заједно са још неколико официра, чланова организације УиС, 1912. био послат, по наређењу војводе Путника, у извиђање терена у правцу Куманова, Скопља и Овчег поља. У рату 1912. помоћник начелника штаба Дунавске дивизије, 1913. помоћник начелника штаба Треће армије. 1914—1915. начелник штаба Друге армије којом је командовао војвода Степа Степановић. На Крфу постављен за команданта II бригаде Моравске дивизије. Носилац К.з.м. IV. На С. П.осуђен на смрт, па помилован на 20 година затвора. Пензионисан као генералштабни пуковник. Умро изненада 1933. на једном газдинству у Војводини док је, за рачун власника, надгледао убирање приноса.
14. Артиљеријски Милан Нешић
15. Пешадијски Милан Петровић Ферто — погинуо 29. маја при разоружавању пуковника Димитрија Николића који је пружио отпор са својим трупама на Бањици. У овом окршају поред Милана Петровића погинуо је и поручник Милан Гаговић који није био завереник.
16. Инжењерски Миленко Недић — 1912—1913. ађутант министра војног и начелник штаба врховне команде. 1914—1918. командант пука и бригаде. Носилац К.з.м. IV. Умро као бригадни генерал у Београду 1923.
17. Артиљеријски Милош Јовановић — Учествовао у ратовима 1912—1918. као начелник штаба дивизије, командант пука и начелник штаба армије. Као армијски генерал заробљен 1941.
18. Пешадијски Милун Рисимић — 29. маја био у Зајечару. У ратовима због болести није учествовао. Умро у Београду 1913.
19. Инжењерски Михајло Јосиповић — Био одређен да 29. маја чува министра војног у његовом стану до даљњег.
20. Артиљеријски Михаило Јовановић — 1912—1913. у штабу I армије. 1914—1918. начелник штаба дивизије, па начелник штаба III и I армије. Умро у Београду као дивизијски генерал у пензији.
21. Артиљеријски Михаило Ристић Уча — Први пуцао и са Велимиром Вемићем и Илијом Радивојевићем убио краља и краљицу. Кроз прозор двора први објавио да су краљ и краљица убијени па наредио да се баце кроз прозор. После преврата све време учествује у четничкој акцији на терену као војвода Џервинац. Умро је у Нишу 1915.
22. Пешадијски Младен Миливојевић — због добијених рана у ноћи 29. маја одсечена му рука, али као инвалид остао у војсци.
23. Инжењерски Петар Прокић — после 1918. пензионисан као пуковник, па радио као директор Жељезничке дирекције у Сарајеву.
24. Пешадијски Петар Протић — погинуо у бици код Прилепа 1912.
25. Пешадијски Радомир Раша Ранђеловић — био приведен због сумње да учествује у припреми преврата па премештен из Београда. Погинуо 1913. године на Говедарнику
26. Артиљеријски Сава Трипковић — Био одређен да 29. маја чува министра унутрашњих дела у његовом стану до даљњег. 1912—1913 командант артиљеријског дивизиона. 1914—1918 интерниран као заробљеник. Пензионисан као дивизијски генерал.
27. Пешадијски Светозар Радаковић — По наређењу убио председника владе Цинцар-Марковића.
28. Пешадијски Сретен Протић — Учествовао као командант у свим ратовима
29. Пешадијски Стеван Шапинац — У рату 1912—1913 командант батаљона. Од последица рањавања остао инвалид. 1914—1915. командант заробљеничког логора у Нишу. После доласка на Крф послат на лечење у Француску. У току С. П.пензионисан као потпуковник. Умро у Београду 1950.
30. Пешадијски Тихомир Комненовић — 29. маја преузео команду XVIII пешадијског пука у Топчидеру. У ратовима учествовао као командант.

Поручници
1. Коњички Александар Грујић
2. Коњички Антоније Антић — 1914—1915 начелник штаба коњичке дивизије, од 1916. војни аташе у Атини. У току С. П.пензионисан као пуковник. Умро у Београду 1953.
3. Пешадијски Божин Симић — гранични официр од 1911. Пред рат 1912. по наредби војводе Путника вршио рекогносцирање терена у правцу Качаника и Скопске Црне Горе. У рату командир чете. 1913. придодат црногорској војсци. 1914—1915. командант батаљона. Са Крфа послат у Русију да командује добровољачким батаљоном. Носилац К.з.м. IV . У одсуству на С. П.осуђен на 18 година затвора. Био у емиграцији све до 1935. а по повратку у земљу ухапшен па пуштен из затвора после шест месеци. Био упознат са организацијом пуча 27. марта. Априла 1941. био члан делегације која је послата у Москву ради потписивања пакта са СССР. После слома 1941. послат у Енглеску. 1945. постао члан АВНОЈ-а. Био амбасадор ФНРЈ у Анкари.
4. Коњички Боривоје Грујић
5. Пешадијски Павле Каримановић — Учествовао у ратовима 1912—1918, командовао разним артиљерским јединицама, током борби на Црне реке, Шуматовачког виса, Скочивара, Крушограда и Суходола, био ванредно унапређен у чин активног артиљеријског мајора, Три пута је рањаван, да би му после трећег рањавања 23. новембра 1916. године биле ампутиране десна рука и десна нога. После рата је у Врњачкој Бањи преузео дужност команданта места и управника Одмаралишта за ратне војне инвалиде. После С. П. пензионисан, умро 1954. године у Београду и сахрањен на Новом гробљу. Носилац к.з.м. IV и III, златне и сребрне медаље за храброст Милош Обилић, ордена југословенске круне IV и III реда, ордена Светог Саве III реда, Бугарски крст за храброст IV реда, Француски орден Легије части V реда, Француски Ратни крст са палмом, Пољски орден Virtuti Militari V реда.
6. Пешадијски Василије Андрић — Командовао у ратовима, а у вези са С. П.пензионисан као потпуковник
7. Пешадијски Владимир Туцовић — Учествовао у ратовима 1912—1918. као командант батаљона и пука. Носилац К.з.м. IV и III. Као члан организације УиС на С. П.осуђен на смрт па помилован на 20 година робије. Пензионисан 1935. као пуковник. Постао члан АВНОЈ-а 1945. Умро у Београду 1947.
8. Пешадијски Владислав Бешевић
9. Пешадијски Владислав Ђорђевић — после преврата све време учествује у четничкој акцији на терену. У ратовима командује добровољцима. Погинуо 1914. са чином мајора.
10. Коњички Војин Чолак-Антић — У ратовима командант коњичког пука. Носилац К.з.м.. Умро у Београду као дивизијски генерал у пензији.
11. Пешадијски Димитрије Павловић — ухапсио браћу краљице Драге и спровео их до Команде места из стана у коме су били под стражом. Учествовао у свим ратовима као командант батаљона и пука. Носилац К.з.м. IV и III. Био гранични официр са седиштем у Шапцу од 1911. Пензионисан као пуковник после С. П. Умро у Београду 1945.
12. Пешадијски Драгомир Тодоровић
13. Пешадијски Драгољуб Николић
14. Пешадијски Драгутин Дулић — Учествовао у свим ратовима као командант батаљона и пука. Носилац К.з.м. IV. Утопио се у фебруару 1917. након торпиљирања брода којим је из Француске, где је био на лечењу, кренуо за Солун, заједно са генералом Гојковићем, када је сазнао за хапшење свог побратима Аписа.
15. Пешадијски Душан Јездић — у четничкој акцији борац и војвода. Учествовао у свим ратовима као командант добровољачких одреда, а на солунском фронту командант батаљона у Добровољачком одреду војводе Вука. Носилац К.з.м. IV степена. Након С. П.као члан организације УиС смењен, интерниран у логор Лутри, затим у Бизерту. Приликом пребацивања осуђеника из Бизерте на Крф утопио се са торпиљираним бродом августа 1917.
16. Артиљеријски Душан Оптркић — Водник у батерији пред двором. У ратовима командир батерије и артиљеријског дивизиона. Након С. П.пензионисан као потпуковник. Носилац К.з.м. IV степена. Умро у Београду 1932.
17. Пешадијски Живојин Ђорђевић — Командир чете у батаљону VI пука пред двором
18. Пешадијски Јован Мирчић — био приведен због сумње да учествује у припреми преврата па премештен из Београда
19. Пешадијски Јовица Јовичић — Командовао другим батаљоном VI пука пред двором. 1912—1918. штабни официр и командант пука, тешко рањен. Носилац К.з.м. IV степена. Умро у Београду као дивизијски генерал у пензији.
20. Пешадијски Коста Вујичић — Учествовао у свим ратовима као командант батаљона и пука. Носилац К.з.м. IV степена.
21. Пешадијски Лазар Матејић
22. Артиљеријски Љубомир Вуловић — Имао је задатак да под стражом чува команданта дунавске дивизије пуковника Димитрија Николића. Овај је, међутим, изашао на споредни излаз па преко Славије стигао до Бањице где је покушао да се одупре завери. После 29. маја Вуловић се посветио четничкој акцији. Од 1911. гранични официр. 1912—1913. командовао четничким одредом. Уочи Сарајевског атентата био је командант целог граничног сектора према Аустроугарској. 1914—1916. шеф Обавештајног одсека Треће армије. На солунском фронту организовао обавештајну службу у позадини фронта. Изненада је смењен и одведен у Бизерту. Тамо је ухапшен и одведен у затвор у Солун. Био је члан организације УиС. На С. П.осуђен на смрт и стрељан заједно са пуковником Аписом 26. јуна 1917.
23. Артиљеријски Милан Ђурић
24. Пешадијски Милан Маринковић Пига — Када је Петар Мишић оклевао са покретом VI пука, Маринковић је самоиницијативно покренуо своју чету. Извршио наређење да се убију министар војни и министар унутрашњих дела пошто официри који су их чували под стражом нису хтели то да учине. Маринковић је погинуо за време Кумановске битке као командант батаљона кога је на сопствену иницијативу увео у борбу Сахрањен је у Куманову, поред Александра Глишића.
25. Инжењерски Милан Радовановић — Учествовао у свим ратовима као командант батаљона и пука. Носилац К.з.м. IV степена. После С. П.пензионисан као пуковник. Умро у Београду.
26. Инжењерски Милић Симеуновић — У ноћи 29. маја грешком убио пуковника Наумовића
27. Пешадијски Милован Гавриловић (Шукри паша) — добио надимак јер је тврдио да је заробио команданта одбране Једрена Шукри Пашу. Активно учествовао у спремању и спровођењу С. П..
28. Коњички Милош Поповић
29. Инжењерски Милутин Лазаревић — Из Ниша пренео динамит којим је 29. маја развалио унутрашња врата у двору. 1912—1913. начелник штаба Ибарске војске. 1914—1915. начелник штаба Одбране Београда. На солунском фронту помоћник начелника штаба Друге армије. Носилац К.з.м. IV степена. Био је члан организације УиС. На С. П.осуђен на 15 година и 8 месеци затвора. После помиловања као генералштабни пуковник у пензији објавио четири књиге из историје ратова са Турском и Бугарском и био стални сарадник за војну рубрику у Српском књижевном гласнику. Умро у Београду 1954. године.
30. Судски Миодраг Аћимовић — Доктор права, стално са службом у стуци. После рата дао оставку и изабран за редовног професора кривичног права на Правном факултету у Суботици на коме је дуго година био декан. После 1945. редовни професор и декан Правног факултета у Београду.
31. Инжењерски Мито Ротовић — узео из складишта у Нишу динамит и предао га Лазаревићу да га носи за Београд
32. Пешадијски Михаило Ковачевић —командовао је Гвозденим пуком у време пробоја Солунског фронта и ослобађања Србије. Као дивизијски генерал и командант дивизије у Штипу погинуо у атентату који су на њега организовали Бугари 1927. године
33. Пешадијски Павле Панковић — био у интендантској служби. Учествовао у организовању четничке акције. После С. П.пензионисан као капетан
34. Коњички Петар Живковић — као командир страже у двору, откључао завереницима спољну капију двора. Остао са службом у гарди. У ратовима командовао коњичким пуком. Пред почетак С. П.постављен за команданта краљеве гарде и управника крунских добара и цивилне листе у Солуну. Вођа „Беле руке”. Један од главних организатора С. П. Носилац К.з.м. IV и III степена. Био је председник владе, министар унутрашњих послова, војске и морнарице током Шестојануарске диктатуре. Умро као армијски генерал у Лондону 1947.
35. Пешадијски Петар Марковић — 1912—1913. начелник штаба дивизије. Учествовао у опсади Скадра где је претрпео тежак пораз. 1914—1915. начелник штаба Тимочке дивизије. На солунском фронту командант комбинованог пука код Француза, затим у Врховној команди, па помоћник начелника штаба Прве армије. Носилац К.з.м. IV степена. Пензионисан као дивизијски генерал.
36. Пешадијски Радак Радаковић — Учествовао активно у припремању и спровођењу С. П.
37. Пешадијски Радивоје Филиповић — Начелник штаба Српског приморског одреда. Умро у Драчу 1913.
38. Инжињерски Радисав Станојловић — Од динамита који је донет из Ниша направио патроне којима су срушена врата у двору. У ратовима командант дивизијске и армијске инжињерије. Први командант Југословенског војног ваздухопловства у чину дивизијског генерала. Умро у Београду.
39. Интендантски Радоје Јанковић — Писао за „Пијемонт”. 1916. са Крфа послат у Русију у добровољачку дивизију. Открио огромне злоупотребе у куповини и испоруци хране из Русије за Србију („Одеска афера”). Био је члан организације УиС. На С. П.осуђен на 18 година затвора. По повратку из емиграције 1923. одлежао две године, па потом помилован. Одмах после тога постављен за генералног конзула у Чикагу, а потом за посланика Југославије у Тирани. 1941. хапшен од Гестапоа. Умро у Београду 1944.
40. Пешадијски Радоје Лазић — У ратовима 1912—1913. начелник штаба дивизије, а 1914—1915. начелник штаба Дунавске дивизије која је бранила Београд. На Солунском фронту помоћник начелника штаба Прве армије. Био је члан организације УиС и њен последњи секретар. Носилац К.з.м. IV степена. На С. П.осуђен на смрт па помилован на 20 година затвора. Умро у Београду 1953. као генералштабни пуковник у пензији.
41. Пешадијски Радоје Милосављевић
42. Коњички Сотир Радојчић
43. Пешадијски Станоје Ристић — Динамитом разбио врата на стану генерала Лазе Петровића у једној од споредних дворских зграда. Ухватио га и довео у двор да би завереницима показао где се крију краљ и краљица.
44. Пешадијски Стеван Нешић — добио је наређење да обавести Стојана Протића о извршеној завери и да га доведе у Двор како би био постављен за министра унутрашњих дела у новој влади. Учествовао у свим ратовима као командант батаљона и пука.
45. Пешадијски Тихомир Мијушковић — Учествовао у свим ратовима као командант батаљона и пука. Носилац К.з.м. IV степена. Услед рањавања остао инвалид. Био је члан организације УиС. После С. П.пензионисан као потпуковник. Умро у Београду.
46. Артиљеријски Тихомир Стојановић — У ратовима командир батерије и дивизиона. Умро као потпуковник у пензији.
47. Артиљеријски Тодор Павловић — Доктор филозофије (педагогија). Професор Војне академије. Учествовао у свим ратовима као командант батаљона и пука. Носилац К.з.м. IV степена. За време повлачења преко Албаније, као пуковник, погинуо при једном нападу Арнаута из заседе.
48. Пешадијски Чедомир Поповић — 29. маја био у Зајечару. Оснивач и члан Врховне централне управе организације УиС. Од 1911. гранични официр на сектору Дрине са седиштем у Ужицу. Са великим успехом организовао акције у Санџаку и Босни. 1912—1913. командант батаљона. Почетком рата 1914. заједно са Аписом сарађивао на изради плана за формирање добровољачких одреда. Командант Златиборског добровољачког одреда кога је лично формирао. Касније и на солунском фронту командант пука. Носилац К.з.м. IV степена. На С. П.осуђен на смрт па помилован на 20 година робије. Умро у Београду као пуковник у пензији 1938.

Потпоручници
1. Пешадијски Боривоје Јовановић — у ноћи 29. маја убио капетана Јована Миљковића док се овај рвао са капетаном Аписом.
2. Коњички Велимир Вемић — Са М.Ристићем и И.Радивојевићем убио краља Александра и краљицу Драгу. Уочи рата 1912. био у извиђању у правцу Куманова, Скопља и Овчег Поља. 1912—1913. командант коњичког пука Моравске дивизије. На челу пука први ушао у Скопље и Прилеп. 1914. командовао Горњачким добровољачким одредом. Тешко рањен у десну ногу која му је била знатно скраћена. Остаје у војсци у штабу Дунавске дивизије. На солунском фронту командује коњичким пуком и први улази у ослобођени Битољ. Носилац К.з.м. IV степена. Иницијатор и оснивач организације УиС и члан Врховне централне управе. На С. П.осуђен на смрт. Успео да побегне из импровизованог затвора, али је убрзо пронађен. Помилован на 20 година затвора. Умро је у Београду изненада 1945.
3. Пешадијски Војин Поповић (Војвода Вук) — Од почетка активно учествује у четничком покрету на терену. Прославио се у борби на Челопеку већ 1905. године. Први Балкански рат затиче га на Козјаку. Одреди којима је он командовао били су претходница српској војсци у биткама на Куманову, Битољу и Прилепу. 1913. бори се на Брегалници. 1914. постављен за команданта Церског добровољачког одреда који учествује у борбама у Мачви и на Церу. Добровољачки одред убрзо постаје самостална јединица, а Војвода Вук на његовом челу учествује у повлачењу 1915. као заштитница. На солунском фронту опет командује добровољачким одредом и гине на Црном камену више Груништа. Војвода Вук је имао сва наша и савезничка ратна одликовања. Његову смрт генерал Сарај је објавио посебном наредбом.
4. Артиљеријски Војислав Гојковић — Водник батерије пред двором. Учествовао у свим ратовима као командир чете и командант батаљона. 1915. командант II „Гвозденог” пука. Носилац К.з.м. IV. Са Крфа 1916. послат у Русију као командант батаљона у добровољачком пуку. 1918. отишао из Русије у емиграцију, а по повратку у земљу 1923. одлежао три и по године (од досуђених 20 у вези са С. П. После помиловања пензионисан. Генерал-мајор ЈА постао је 1945, а 1948 пензионисан као генерал-лајтнант.
5. Пешадијски Војислав Танкосић — По наређењу стрељао браћу краљице Драге. После преврата активно учествује у четничкој акцији на терену. После анексије Босне руководи обуком добровољаца у четничкој школи у Ћуприји. Иницијатор и оснивач организације УиС и члан Врховне централне управе. Помогао набавку оружја и прелазак атентатора из Србије у Босну. Учествовао у свим ратовима као командант добровољачких одреда. Рањен 1915. у близини Трстеника и од последица рањавања преминуо. 1923. пренет је на Ново гробље у Београду уз дотле незапамћено учешће Београђана на једном погребу.
6. Пешадијски Јован Наумовић — Учествовао у свим ратовима као командир чете и командант батаљона и пука. Носилац К.з.м. IV и III степена. Био је члан организације УиС. После С. П. пензионисан, а касније реактивиран. Био је велики жупан у Скопљу, командант Жандармерије, командант армије. Умро у Београду 1945, по повратку из заробљеништва
7. Пешадијски Јордан Миловановић
8. Пешадијски Јосиф Костић — имао задатак да убије капетана Љ.Костића ако би се поколебао да доведе чету Краљеве гарде пред двор. Учествовао у свим ратовима као командант батаљона и пука. Носилац К.з.м. IV и III. Поред Петра Живковића био је вођа „Беле руке”, а на С. П. судија Великог војног суда. У југословенској војсци био је армијски генерал па је након пензионисања постављен за сенатора. За време окупације био је министар у влади Милана Недића. После рата проглашен за ратног злочинца.
9. Пешадијски Милан Завађил — заједно са Аписом и Богданом Раденковићем, по наређењу војводе Путника, спровео акцију извиђања терена и преговора са албанским вођом Исом Бољетинцем на Косову, непосредно пред рат 1912. У ратовима помоћник начелника штаба и начелник штаба Дринске дивизије којом руководи приликом заузимања Кајмакчалана. Носилац К.з.м. IV степена. Након С. П. пензионисан као генералштабни потпуковник. Умро је изненада у Београду 1928.
10. Пешадијски Милорад Ракетић
11. Коњички Михаило Гавровић — Учествовао у свим ратовима као командант ескадрона. К.з.м. IV. Погинуо за време офанзиве српске војске у Срему 1914.
12. Пешадијски Никодије Поповић
13. Пешадијски Чедомир Милосављевић

Цивили
1. Алекса Новаковић — адвокат. У његовој вили на Топчидеру су се углавном одржавали састанци завереника
2. Ђорђе Генчић — први од цивилних лица сазнао за заверу. Функционер Либералне странке. Имао задатак да испита реакције Русије и Аустроугарске на промену на престолу. У првој влади после преврата био је министар привреде. Убрзо се повлачи из политике. За време ратова 1912—1915. био је ратни дописник руских листова. 1915. одлази у Париз и тамо се залаже за југословенско уједињење. После рата се посвећује својим рудницима. Умро је у Београду.
3. Јован Авакумовић — адвокат и вођа Либералне странке. Председник прве владе после преврата. После прогласа Устава и избора кнеза Петра Карађорђевића за краља, повукао се из политике. Умро је у Београду.
4. Јаков Ненадовић — рођак кнеза Петра Карађорђевића преко кога су завереници одржавали везу са будућим краљем. Имао задатак да води рачуна о расположењу Аустроугарске на промену на престолу. Касније лични секретар Краља Петра и посланик Србије у Цариграду. Умро је у Швајцарској 1915.
5. Никола Хаџи Тома — трговац и један од најбогатијих људи у Србији. Био је школски друг кнеза Петра Карађорђевића и имао је задатак да упозна кнеза са завером и приволи га да пристане да се прими престола. Новчано је помагао заверу. Умро је у Београду.
6. Вукашин Петровић — није учествовао у завери, али је знао за њу. 29. маја био је у Бечу. После преврата се повукао из политике. Умро у Београду 1928.
7. Никола Пашић — обавештен о завери, па непосредно пре извршења отпутовао са породицом у Абацију. Због тога је уместо њега у владу ушао Стојан Протић.
8. Драгомир Рајовић — првак Напредне странке. Није учествовао у завери, али је знао за њу
9. Сава Грујић — првак Радикалне странке. Није учествовао у завери, али је знао за њу. После преврата председник Државног савета, па затим председник прве владе која је одржана после избора 1903. Умро је у Београду.
10. Милутин Станојевић — трговац из Зајечара и првак Самосталне радикалне странке. Није учествовао у завери, али је знао за њу. Био је члан делегације која је довела Краља Петра из Женеве у Београд. Умро је у Београду 1954.